# Carl Hamilton (författare)
Carl Patric Hamilton, född 17 maj 1956 i Sollefteå församling i Västernorrlands län, är en svensk greve, ekonom, författare, programledare och samhällsdebattör. 
Carl Hamilton kom under uppväxtåren till Växjö i Småland. Han är son till jägmästaren Henning Hamilton och sjukgymnasten Elisabeth Ulff samt sonson till forstmästaren Harry Hamilton. Familjen tillhör grevliga ätten Hamilton. Carl Hamilton har examen som civilekonom.
Hamilton var i början av 1980-talet redaktör för tidningen Rödluvan, utgiven av det maoistiska Röd ungdom. Han är krönikör på Aftonbladet och har varit programledare i både Sveriges Television och TV 8. Han är arbetande styrelseordförande i Piratförlaget och styrelseledamot i Pocketförlaget.
Carl Hamilton är sedan 2001 gift med bokförläggaren Susanne Hamilton (född 1962).
Våren 2022 kom han ut med boken De ofelbara : historien om tre decennier som förändrade Sverige på Mondial.